# میردیث، ویکتوریا
میردیث (به انگلیسی: Meredith) یک شهرک در استرالیا است که در ویکتوریا (استرالیا) واقع شده‌است.

## تاریخچه
این شهر در سالهای ۱۸۵۱–۵۲ ایجاد شد. نام شهر به افتخار کاپیتان چارلز میردیث نامگذاری شده‌است.